# Rangifer tarandus en Georgias del Sur

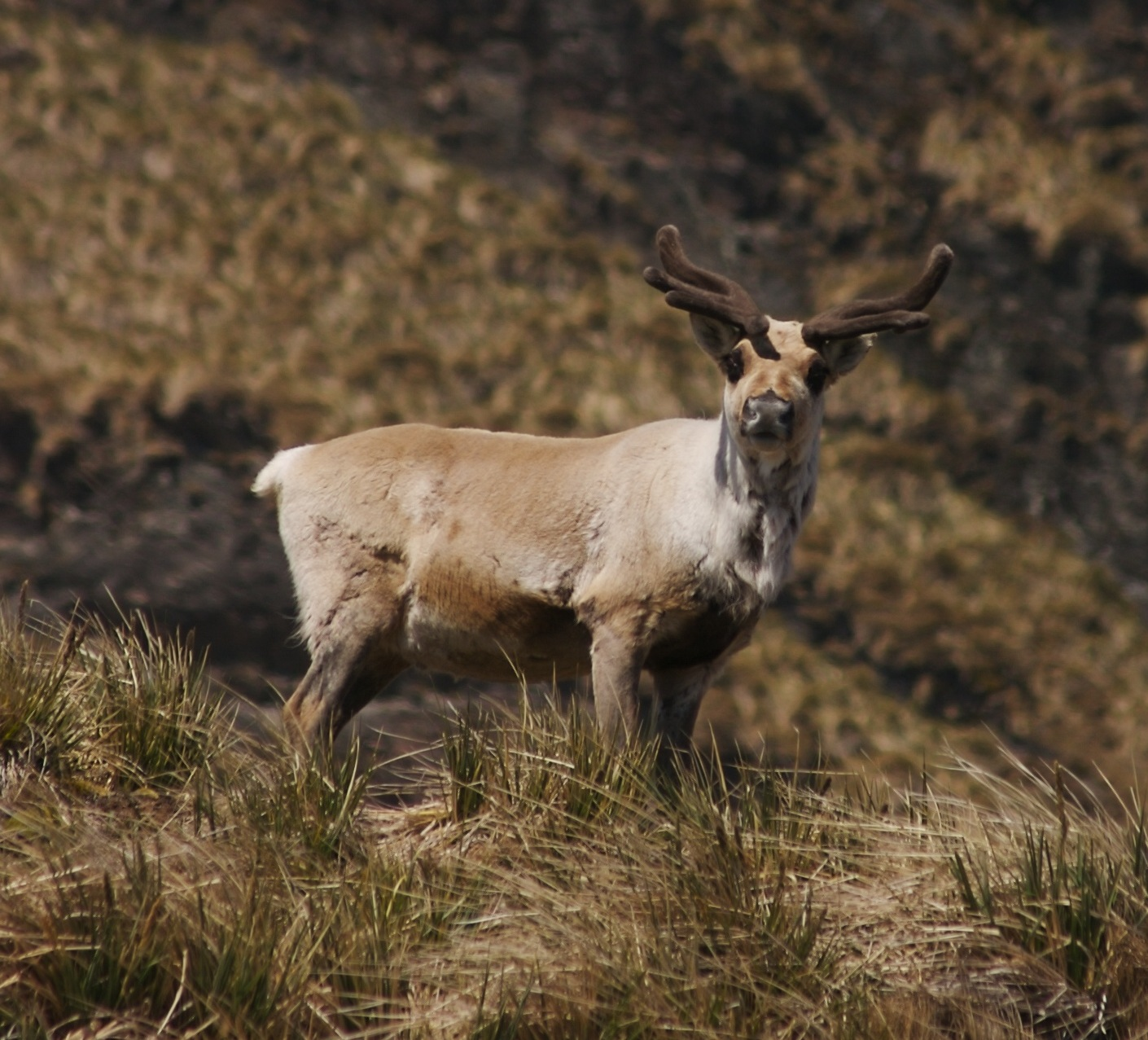
Un Rangifer tarandus del rebaño del sur.

Mapa mostrando Puerto Leith y Puerto Nueva Fortuna, sitios donde los renos fueron puestos en libertad.

Los Rangifer tarandus en Georgias del Sur constituyen un ejemplo de un animal que ha sido introducido fuera de su área de distribución natural. El reno, una especie de ciervo adaptada a climas árticos y subárticos, se introdujo a la isla subantártica de San Pedro (Georgia del Sur) por los balleneros noruegos en el siglo XX. La razón de la introducción era la práctica de la caza recreativa como la obtención de carnes frescas para las numerosas personas que trabajaban en la industria de la caza de ballenas en la isla ese momento. Desde entonces, con el fin de la industria ballenera, y en ausencia de una población residente permanente, la población de renos, en dos rebaños salvajes geográficamente separados, aumentó hasta el punto de que su presencia estaba causando daños al medio ambiente. Esto ha llevado a la decisión de erradicarlas.

## Historia

### Introducción
La primera introducción fue hecha por Carl Anton Larsen en noviembre de 1911. Tres machos y siete hembras de Hemsedal, en el sur de Noruega, fueron puestos en libertad en Puerto Nueva Fortuna, en la costa norte de la isla San Pedro. Estos formaron la base de lo que se llamó la "manada Barff" que, hacia 1958, había aumentado a 3000 animales. Una estimación de la población de 1976 indicó una posterior disminución, aunque con cierta extensión en el área de la bahía Paz.
Una segunda introducción fue realizada en 1912 por la empresa de Christian Salvesen. Dos machos y tres hembras fueron dejadas en Puerto Leith en la península de Busen en la bahía Stromness, también en la costa norte de la isla. En 1918 la población había aumentado a 20 animales pero toda la manada murió por una avalancha en el mismo año.
La tercera introducción se llevó a cabo en 1925, tres machos y cuatro hembras fueron liberadas en Husvik. Estos se convirtieron en el núcleo de la manada Busen, aumentando lentamente a 40 en 1953 antes de subir rápidamente a cerca de 800 cabezas hacia 1990. El origen de los animales fue el mismo que el de la manada Barff.

### Expansión
La manada Barff fue relativamente aislada del acceso humano y aumentó rápidamente de tamaño, aunque luego disminuyó en números. La manada Busen, sin embargo, era mucho más accesible a la población humana de San Pedro, y su tamaño se mantuvo relativamente bajo por la caza regular hasta que el procesamiento de ballenas disminuyó y llegó a su fin.
Dado que la industria de la caza de ballenas terminó en la década de 1960, y los empleados partieron de la isla, San Pedro se despobló en gran parte a excepción de una pequeña presencia militar, científicos visitantes y turistas ocasionales de cruceros o yates privados en los sectores de Grytviken. Para el año 2010 los dos rebaños, separados por los glaciares que terminan en el océano y aislados de otras zonas libres de hielo y nieve, estaban compuestos por 2600 animales que ocupan 318 km², un tercio de la superficie total de vegetación, y por lo tanto el potencial hábitat de pastoreo de la isla.

### Erradicación
Debido a los daños ambientales causados por los renos, y el peligro de que el retroceso glaciar les permitiría ampliar su presencia a otras zonas de la isla, se propuso su erradicación permanente, con el anuncio de la intención hecha el 19 de febrero de 2011 por el gobierno británico. Con el fin de preservar sus recursos genéticos, y ayudar a diversificar la agricultura en las islas Malvinas, una translocación de 59 crías de reno de la isla San Pedro (26 machos y 33 hembras) de la manada Busen a las Malvinas se realizó en 2001 para establecer un rebaño comercial. Su primera cría se produjo en 2003.
En enero y febrero de 2013, la manada Busen de poco más de 1900 renos fue erradicada por una combinación de toma de animales para pastoreo, seguida de masacre y recuperación de la carne. De esta manera, se recuperaron 7500 kilogramos de productos cárnicos. Además, 1555 renos fueron fusilados en áreas donde el pastoreo era poco práctico. Los animales que quedaban fueron erradicados a principios de 2014.

## Biología
El reno alcanzaban su punto máximo de celo entre los días 20 y 30 de marzo, y los terneros nacían en el mes de noviembre. Los machos llegan a la madurez sexual a 4-8 meses de edad y las hembras pueden concebir por primera vez a los 16-17 meses. La duración de la generación media era de 4,2 años. Los machos tenían una edad de vida promedio de 7 a 8 años, y las hembras de 11 a 12 años, con una mortalidad anual del 30-40%. El principal factor limitante en la población fue la disponibilidad de forraje en invierno, y una importante causa de mortalidad fueron las caídas desde acantilados al intentar acceder a áreas no pastoreadas.

## Impacto ambiental
La densidad de población de los renos en la isla San Pedro fue en general mucho mayor que en su área de distribución natural. En el archipiélago de Svalbard, en el Ártico, la densidad común de las áreas con renos es de 5/km², mientras que a los 7/km² se considera una cantidad segura para el invierno. En San Pedro, aunque las densidades varían, se registraron valores entre 40/km² a 85/km².
Las áreas ocupadas por renos en San Pedro son las más biológicamente diversas y con más vegetación de la isla. El impacto de los animales fue grave, lo que resultó en el exceso de pastoreo de los nativos Poa flabellata y Acaena magellanica, la erosión del suelo, pérdida de biodiversidad de la comunidad vegetal y la propagación de malezas invasoras, como la Poa annua que fue introducida.

## Otras introducciones australes
Se han llevado a cabo pocas introducciones de renos en el hemisferio sur. Un intento de introducción a finales de 1940 en el sur de Argentina continental falló cuando los animales fueron sacrificados posteriormente. Un intento de trasladar animales de la isla San Pedro hasta la isla Navarino en Chile falló cuando siete de los ocho animales transportados murieron en el viaje por mar. Aparte de San Pedro, la única otra exitosa introducción fue en 1954 en las islas Kerguelen, un territorio francés en el sur del Océano Índico, con una decena de renos de la Laponia sueca, que había aumentado en la década de 1970 a una población de cerca de 2000 individuos.